# Charaxes luminosa
Charaxes luminosa är en fjärilsart som beskrevs av Van Son 1953. Charaxes luminosa ingår i släktet Charaxes och familjen praktfjärilar. Inga underarter finns listade i Catalogue of Life.